# Amazon Locker

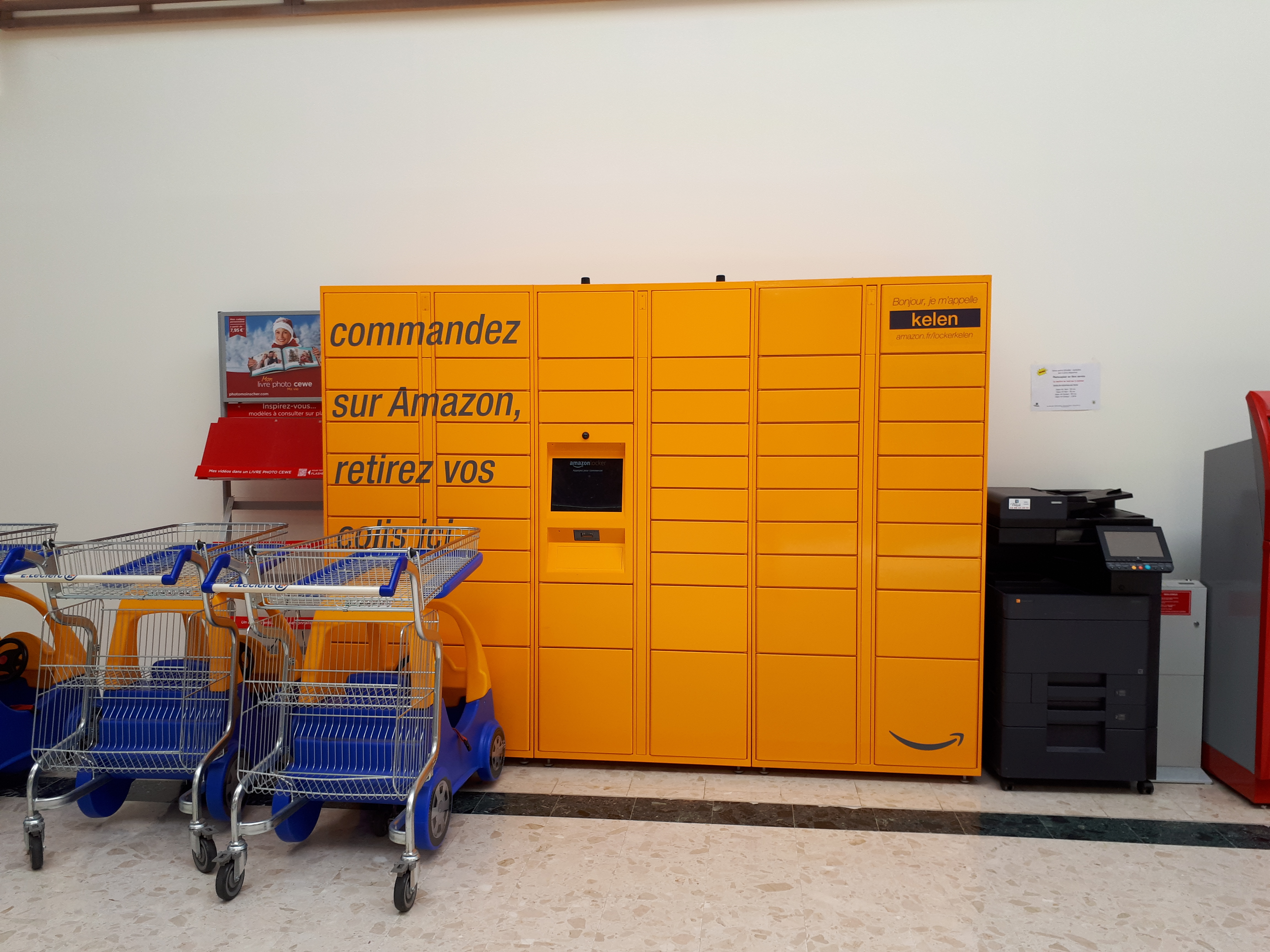
Un casier Amazon Locker dans un magasin E.Leclerc à Guilers, en 2018.

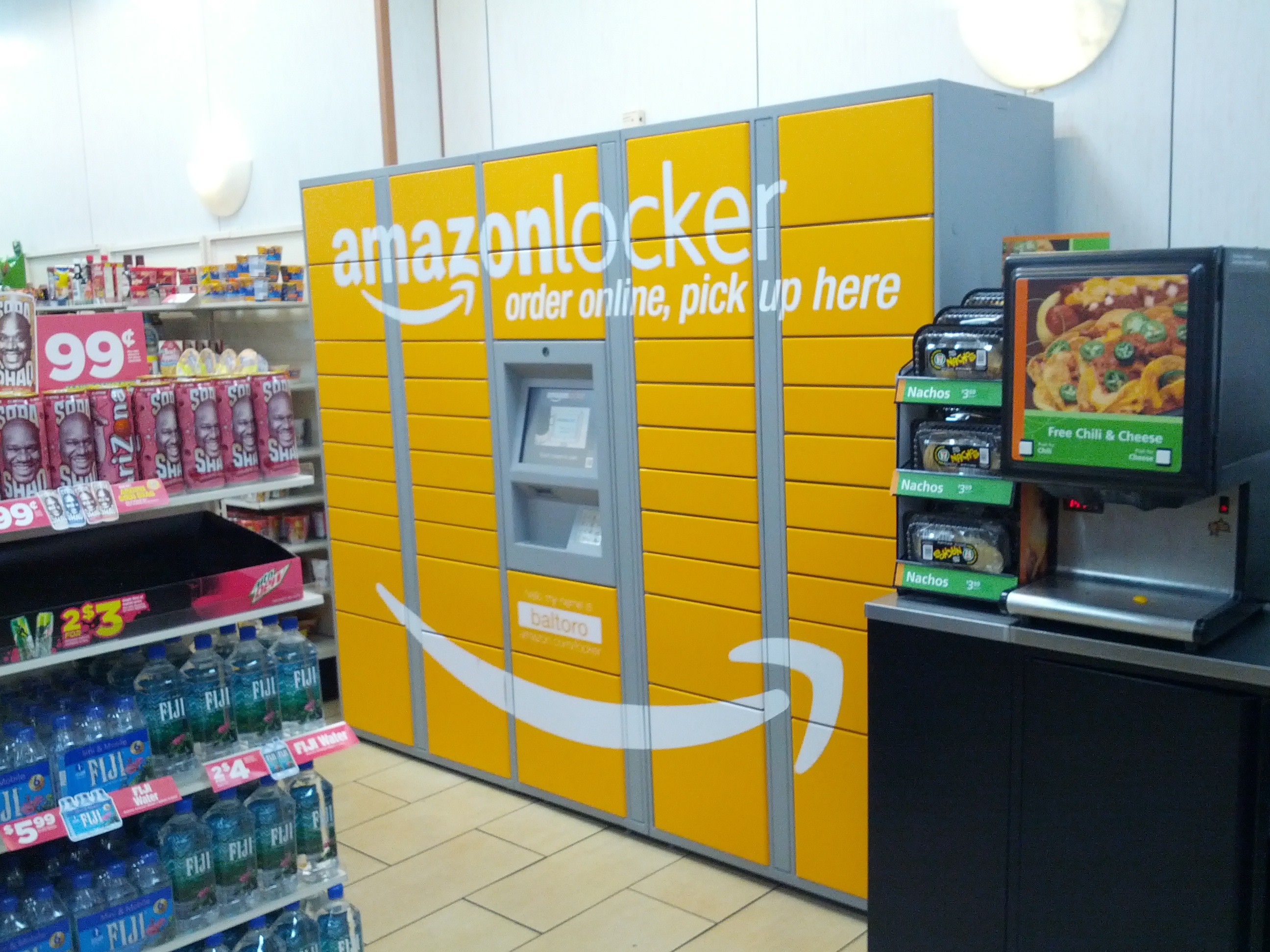
Un casier Amazon Locker a Manhattan, États-Unis en 2013.

Amazon Locker est un service d'Amazon permettant aux clients de la marque de retirer leurs commandes dans des consignes automatiques installées dans des espaces physiques.

## Présentation
Fin 2011, Amazon a commencé à mettre en place des appareils de type consigne automatique dans des espaces accessibles au public afin que ses clients puissent choisir de faire livrer leur commande directement dans ces casiers plutôt qu'à une adresse postale ou dans un point de dépôt classique. Une fois la commande passée, le produit est acheminé par un transporteur dans la consigne sélectionnée, le client reçoit alors un code qu'il devra utiliser sur la borne pour ouvrir le casier correspondant à sa commande. La récupération du colis doit être effectuée sous trois jours sans quoi le colis est retourné à Amazon. Les casiers peuvent aussi être utilisés par le client pour procéder au retour de leur commande vers le marchand.
Les Amazon lockers sont le plus souvent installés dans des espaces bénéficiant d'horaires d'ouverture élargis, le plus souvent 7 jours sur 7 et 24 heures sur 24.  Amazon loue dans ces espaces (en intérieur ou extérieur) une zone qui doit disposer d'une prise électrique, d'une connexion ADSL et doit faire entre 2 et 5 m2. Amazon prend à sa charge l'ensemble des frais de fonctionnement de la machine
Ces consignes modulaires sont constituées de 35 à 135 casiers de tailles différentes, les plus grands pouvant accueillir des colis de 42 x 35 × 32 cm au maximum. Ces dimensions permettent de proposer ce mode de livraison sur la majorité des colis expédiés par le site.

## Implantations
Les premiers lockers ont été installés par Amazon en septembre 2011 dans des magasins de la chaîne 7-Eleven avant que le concept ne soit étendu à d'autres enseignes. Certaines chaines de magasins comme Staples ou RadioShack ont tenté l'expérience avant de l'abandonner. L'installation de ces consignes n'est pas limitée à des magasins et certaines bibliothèques du Sussex de l'Ouest ont par exemple installé des machines dans leurs locaux dès 2012.
En France, les premiers lockers ont été installés en décembre 2015 après le démarchage d'Amazon auprès des gestionnaires de centres commerciaux dès le mois de juillet de cette même année. Il faut ensuite attendre avril 2017 pour que le groupe annonce officiellement le lancement français.